# 2014 ST373
2014 ST373 ist ein Planetoid, der am 25. September 2014 am Cerro Tololo-DECam entdeckt wurde und zur Gruppe der Kuipergürtel-Planetoiden gehört. Der Asteroid läuft auf einer mäßig exzentrischen Bahn in 1069 Jahren um die Sonne, so dass er sich in einer 13:2 Bahnresonanz mit dem Neptun befindet. Die Bahnexzentrizität seiner Bahn beträgt 0,52, wobei diese 43,16° gegen die Ekliptik geneigt ist.